# Сиудад Боливар
Сиуда̀д Болѝвар (на испански: Ciudad Bolívar) e град в щата Боливар, Източна Венецуела. Сиудад Боливар е с население от 292 833 жители (2001 г.) Намира се на 41 метра н.в. на южния бряг на река Ориноко. Пощенският му код е 8001, а телефонният 0285.